# Pornografía bisexual

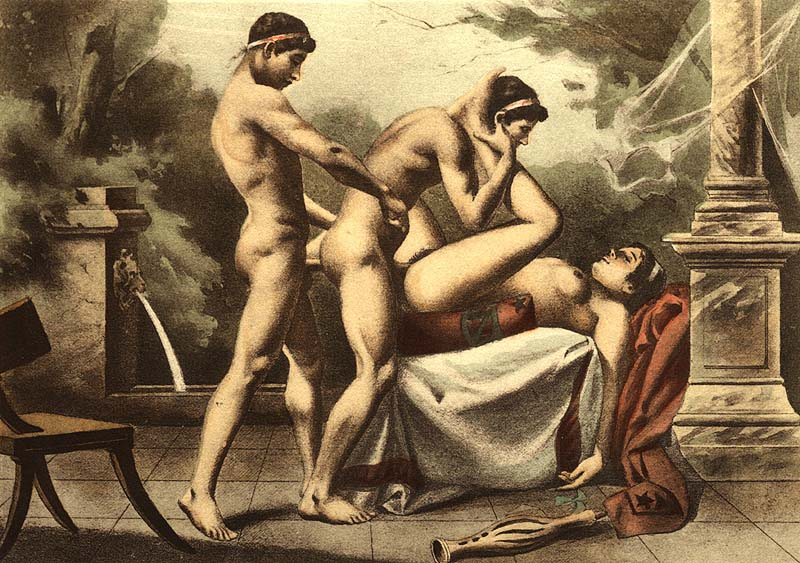
Pintura de Édouard-Henri Avril: Dos hombres y una mujer haciendo un trío. Ilustración usada para la edición de 1906 de Sobre las figuras de Venus.

La pornografía bisexual es un género pornográfico que generalmente representa a hombres y al menos a una mujer que realizan actos sexuales entre sí. Una escena de sexo que involucra a mujeres y un hombre generalmente no se identifica ni se etiqueta como bisexual, incluso si las artistas femeninas participan en actos sexuales entre sí. Se han encontrado representaciones del erotismo bisexual en antiguas pinturas de tumbas etruscas que muestran la actividad homosexual combinada con la heterosexual.

## Uso en la industria pornográfica
La pornografía bisexual comenzó a desarrollarse como género en la década de 1980. Si bien el contenido bisexual con lesbianismo prevaleció durante las décadas de 1960 y 1970, los principales estudios pornográficos introdujeron por primera vez el contenido bisexual con homosexualidad masculina a principios de la década de 1980. Paul Norman fue uno de los primeros directores en ganarse la reputación de crear películas bisexuales, con su serie Bi and Beyond debutando en 1988. El contenido que presenta la bisexualidad masculina ha sido una tendencia creciente desde el advenimiento de la pornografía en Internet. Sin embargo, el género sigue siendo una proporción muy pequeña del mercado de DVD pornográficos; por ejemplo, en el minorista de pornografía HotMovies.com, hay algo más de 1 700 títulos bisexuales de un catálogo de más de 200 000 películas.
Los DVD bisexuales se venden mucho mejor en línea que en las tiendas de videos para adultos, posiblemente debido a que los clientes en las tiendas se sienten avergonzados de comprarlos. La mayor parte de la pornografía bisexual es realizada por pequeñas empresas de producción en lugar de los grandes estudios. Los actores son en su mayoría aficionados; todos los actores conocidos del porno bisexual suelen pertenecer a la industria de la pornografía gay. La columnista de sexo Violet Blue afirmó que la pornografía bisexual generalmente presenta actores masculinos homosexuales que son directamente pagados. También criticó que muchas producciones bisexuales sufrían de un reparto deficiente, falta de entusiasmo por parte de directores homofóbicos y actuaciones mediocres porque "demasiados videos bisexuales muestran a dos hombres teniendo sexo mientras intentan desesperadamente no disfrutar de las participantes femeninas".
Aunque incluye contenido heterosexual, la pornografía bisexual a menudo se considera un género "gay" por la industria pornográfica y muchos de sus espectadores son hombres homosexuales. La pornografía bisexual a menudo se coloca cerca de la sección gay en las tiendas de videos para adultos, ya que muchos consumidores son hombres gay. A medida que el género se ha desarrollado, se ha asociado cada vez más con la industria de la pornografía masculina gay. En la década de 2000, las producciones bisexuales usaban menos escenas con mujeres juntas y las escenas bisexuales ahora se parecen con frecuencia a escenas gay con contenido heterosexual agregado.
Algunos artistas masculinos en producciones pornográficas heterosexuales que han aparecido en el porno bisexual, han sido cuestionados y estigmatizados su sexualidad, y han sido acusados por la comunidad gay de negar su orientación sexual; mientras que los intérpretes masculinos del porno gay que han aparecido en el porno bisexual han sido acusados de ser heteronormativos. Las actrices se enfrentan a un estigma mucho menor por aparecer en el porno bisexual. Aunque muchos todavía son estigmatizados por actuar con artistas masculinos que suelen trabajar en la industria de la pornografía gay o transgénero.
En agosto de 2018, el sitio web pornográfico gay de MindGeek, Men.com, generó controversia al lanzar su primera escena con porno bisexual MMF, lo que provocó una discusión sobre si el porno bisexual pertenece a un sitio web de porno gay. En reacción a la controversia, MindGeek decidió dejar de presentar pornografía bisexual en Men.com y creó un sitio web bisexual separado llamado WhyNotBi.com.